# 임이자
임이자(林利子, 1964년 3월 5일~)는 대한민국의 노동운동가 출신 정치인으로, 제20·21·22대 국회의원이다.

## 학력
- 송계국민학교 졸업
- 화령중학교 졸업
- 화령고등학교 졸업
- 경기대학교 법정대학 법학과 학사
- 고려대학교 노동대학원 노동법학 석사

## 경력
- 2009~2015: 경기도 지방노동위원회 근로자위원
- 2009~2016: 한국노동조합총연맹 경기본부 상임부의장
- 2009~2016: 한국노동조합총연맹 경기본부 여성위원회 위원장
- 2014~2016: 한국노동조합총연맹 여성위원회 위원장
- 2014~2016: 한국노동조합총연맹 부위원장
- 2015~2016: 중앙노동위원회 근로자위원
- 2016년 4월 13일: 대한민국 제20대 국회의원 선거 당선(비례대표, 새누리당, 초선)
- 2016. 12.~2017. 2. 새누리당 원내부대표
- 2016. 6.~2017. 2. 새누리당→자유한국당 일자리특별위원회 위원
- 2017: 자유한국당 정책위원회 환경노동 정책조정위원장
- 2017. 2.~2017. 12. 자유한국당 경기도당 안산시 단원구 을 당원협의회 위원장
- 2017. 6. 자유한국당 정책위원회 격차해소 분과위원장
- 2017. 12. 제20대 국회 미세먼지특별위원회 위원
- 2018. 2. 자유한국당 한국GM실업위기대책특별위원회 간사
- 2018. 2.~2018. 6. 자유한국당 경기도당 공약개발단 환경노동분야 팀장
- 2018. 2.~2018. 6. 자유한국당 핵심공약개발단 노동복지혁신단 간사
- 2018. 3.~2018. 5. 자유한국당 경제파탄대책 특별위원회 위원
- 2018. 3.~2018. 5. 자유한국당 좌파정권 방송장악 피해자지원 특별위원회 위원
- 2018. 4. 자유한국당 사회주의 개헌 정책 저지 투쟁본부 위원
- 2018. 4.~2018. 5. 자유한국당 농림축수산특별위원회 위원
- 자유한국당 경기도당 환경노동위원장
- 2018. 5.~2018. 6. 제7회 전국동시지방선거 자유한국당 이철우 경상북도지사 후보 선거대책위원회 선대부위원장
- 2018. 7. 자유한국당 경청위원회 위원
- 2018. 7.~2018. 12. 자유한국당 민생점검TF 위원
- 2018. 7. 자유한국당 좋은노동위원회 위원장
- 2018. 10. 자유한국당 가짜일자리대책특별위원회 위원
- 2018. 12.~2019. 2. 자유한국당 국가미래비전특위 위원
- 2018. 12. 자유한국당 택시업계생존권보장TF 위원장
- 2018. 12. 자유한국당 소득주도성장 폐기 및 경제 활력 되살리기 특별위원회 위원
- 2018. 12. 자유한국당 정책조정위원회 제4정조정위원회(산중·환노) 위원장
- 2019. 2.~2019. 5. 자유한국당 4대강 보 파괴 저지 대책 특별위원회 위원
- 2019. 3.~2020. 2. 자유한국당 노동위원장
- 2019. 3.~2019. 5. 자유한국당 좌파독재저지특별위원회 위원
- 2019. 3.~2019. 5. 자유한국당 文정권 경제실정백서특별위원회 위원
- 2019. 6.~2019. 9. 자유한국당 2020 경제대전환 위원회 부위원장 겸 자유로운 노동시장 분과위원장
- 2019. 7. 자유한국당 노동개혁특별위원회 간사
- 2019. 8. 자유한국당 강성귀족노조개혁특별위원회 간사
- 2019. 9.~2020. 1. 자유한국당 저스티스 리그 이사회 이사위원
- 2019. 12. 자유한국당 인재영입위원회 위원
- 2020. 1.~2020. 2. 제21대 국회의원 선거 자유한국당 공약개발단 4정책조정위원회 산중·환노 공약 총괄 공동팀장
- 2020. 2.~2020. 5. 미래통합당 노동위원장
- 2020년 4월 15일: 대한민국 제21대 국회의원 선거 당선(경북 상주시·문경시, 미래통합당, 재선)
- 2020. 6.~2020. 9. 미래통합당 경상북도당 상주시·문경시 당원협의회 위원장
- 2020. 7.~2020. 9. 미래통합당 인천국제공항 공정채용 태스크포스 위원
- 2020. 7.~2020. 9. 미래통합당 정책위원회 사회안전망 및 고용유연성 강화 특별위원회 간사
- 2020. 8.~2020. 9. 미래통합당 코로나19 대책특별위원회 위원
- 2020. 9.~ 국민의힘 경상북도당 상주시·문경시 당원협의회 위원장
- 2020. 9. 국민의힘 인천국제공항 공정채용 태스크포스 위원
- 2020. 9. 국민의힘 정책위원회 사회안전망 및 고용유연성 강화 특별위원회 간사
- 2020. 9. 국민의힘 코로나19 대책특별위원회 위원
- 2020. 9. 국민의힘 정책조정위원회 제5정조위원장(복지·환노·여가 분야)
- 2020. 9. 국민의힘 호남 동행 국회의원 발대식 명예의원(전라남도 장흥군)
- 2020. 10. 국민의힘 약자와의 동행 위원회 입법동행분과 위원
- 2020. 12. 국민의힘 노동혁신특별위원회 위원장
- 2020. 12.~2021. 3. 2021년 재보궐선거 국민의힘 공약개발단 공통공약 개발단 약자동행팀 위원장
- 2021. 9.~2022. 2. 제20대 대통령 선거 국민의힘 공약개발단 '시민소리 혁신정책회의' 노동환경 공약단장
- 2021. 12.~2022. 1. 제20대 대통령 선거 국민의힘 윤석열 대통령 후보 선거대책위원회 공동직능총괄본부장
- 2021. 12.~2022. 1. 제20대 대통령 선거 국민의힘 경북을 살리는 선거대책위원회 선거대책위원장단 공동선거대책위원장
- 2022. 1.~2022. 3. 제20대 대통령 선거 국민의힘 윤석열 대통령 후보 선거대책본부 공동직능본부장
- 2022. 1.~2022. 2. 2022년 3월 재보궐선거 국민의힘 공천관리위원회 위원
- 2022. 3.~2022. 5. 제20대 대통령직인수위원회 사회복지문화분과 간사
- 2022. 5.~2022. 6. 제8회 전국동시지방선거 국민의힘 시민이 힘나는 선거대책위원회 공약본부장
- 2022. 7.~2023. 7. 국민의힘 경상북도당 위원장
- 2023. 5. 국민의힘 노동개혁특별위원회 위원장
- 2023. 8. 국민의힘 노동위원회 고문
- 2024. 3.~2024. 4. 제22대 국회의원 선거 국민의힘 중앙선거대책위원회 대구·경북 권역 선대위원장
- 2024년 4월 10일: 대한민국 제22대 국회의원 선거 당선(경북 상주시·문경시, 국민의힘, 3선)
- 2024. 6.~2024. 7. 국민의힘 정책위원회 산하 시급한 민생 현안 해결을 위한 기후위기대응·노동특별위원회 위원장
- 2024. 9.~: 국민의힘 호남동행 국회의원 발대식 명예의원(전라남도 장흥군)
- 2024.10.~: 국민의힘 노동전환 특별위원회 위원장
- 2024.12.~2025. 6.: 국민의힘 비상대책위원
- 2025. 4.~2025. 5.: 국민의힘 제21대 대통령 선거준비위원회 위원
- 2025. 5.~2025. 6.: 제21대 대통령 선거 국민의힘 김문수 대통령 후보 직능총괄본부장 겸 선거대책위원회 부위원장
- 2025. 5.~2025. 6.: 제21대 대통령 선거 국민의힘 김문수 대통령 후보 경북 선거대책위원회 상임고문

### 의정 활동
- 2016. 5.~2020. 5. 제20대 국회의원(비례대표, 새누리당→자유한국당→미래통합당, 초선)
  - 2016. 6.~2018. 5. 제20대 국회 전반기 여성가족위원회 위원
  - 2016. 6.~2016. 12. 제20대 국회 전반기 환경노동위원회 위원
  - 2016. 7.~2017. 6. 제20대 국회 저출산·고령화대책 특별위원회 위원
  - 2016. 12.~2018. 5. 제20대 국회 전반기 환경노동위원회 간사
  - 2017. 12.~2018. 5. 제20대 국회 미세먼지대책특별위원회 위원
  - 2018. 7.~2020. 5. 제20대 국회 후반기 환경노동위원회 고용노동심사소위원장
  - 2018. 7.~2020. 5. 제20대 국회 후반기 환경노동위원회 간사
  - 2018. 10.~2019. 8. 제20대 국회 후반기 정치개혁특별위원회 위원
  - 2018. 12.~2020. 5. 제20대 국회 공공부문 채용비리 의혹과 관련된 국정조사특별위원회 위원
- 2020. 5.~2024. 5. 제21대 국회의원(경북 상주시·문경시, 미래통합당→국민의힘, 재선)
  - 2020. 7.~2022. 5. 제21대 국회 전반기 환경노동위원회 간사
  - 2020. 7.~2021. 5. 제21대 국회 전반기 예산결산특별위원회 위원
  - 2020. 7.~2024. 5. 대한민국 미래혁신포럼 구성의원
  - 2020. 9.~2022. 5. 제21대 국회 전반기 환경노동위원회 환경법안심사소위원회 위원장
  - 2020. 9.~2022. 5. 제21대 국회 전반기 환경노동위원회 고용노동법안심사소위원회 위원
  - 2020. 9.~2022. 5. 제21대 국회 전반기 환경노동위원회 예산결산심사소위원회 위원
  - 2021. 6.~2022. 3. 제21대 국회 전반기 국회운영위원회 위원
  - 제21대 국회 전반기 운영위원회 예산결산심사소위원회 위원
  - 2022.07~2024.05: 제21대 국회 후반기 환경노동위원회 간사
    - 제21대 국회 후반기 환경노동위원회 환경법안심사소위원회 위원장
    - 제21대 국회 후반기 환경노동위원회 고용노동법안심사소위원회 위원
    - 제21대 국회 후반기 환경노동위원회 환경법안심사소위원회 위원
    - 제21대 국회 후반기 환경노동위원회 고용노동법안심사소위원회 위원장
    - 제21대 국회 후반기 환경노동위원회 예산결산기금심사소위원회 위원

  - 2023. 2.~2024. 5. 제21대 국회 기후위기 특별위원회 간사
- 2024. 5.~ 제22대 국회의원(경북 상주시·문경시, 국민의힘, 3선)
  - 2024. 6.~ 국회 인구와 기후 그리고 내일 연구책임의원 겸 기후 분과위원장
  - 2024. 6.~2025. 7. 제22대 국회 전반기 환경노동위원회 위원
    - 제22대 국회 전반기 환경노동위원회 예산결산기금심사소위원회 위원장

  - 2024. 6.~2024. 12. 제22대 국회 전반기 국회운영위원회 위원
  - 대한민국 전환과 미래 포럼 구성의원
  - 국가혁신전략포럼 구성의원
  - 2025. 3.~2025. 8. 제22대 국회 기후위기 특별위원회 간사
  - 2025. 7.~ 제22대 국회 전반기 기획재정위원회 위원장
  - 2025. 8.~ 제22대 국회 기후위기 특별위원회 위원

## 전과
- 도로교통법위반: 벌금 1,000,000원 - 1996년 1월 22일 선고[2]

## 역대 선거 결과
|  | 1.61% |

|  | 53.66% |

|  | 37.07% |

|  | 33.50% |

|  | 64.80% |

|  | 77.64% |

## 소속 정당
| 소속 정당 | 소속 정당  | 소속 기간 | 비고           |
| --------- | ---------- | --------- | -------------- |
|           | 녹색사민당 | 2004      | 정계 입문      |
|           | 무소속     | 2004~2006 | 자진 정당 해산 |
|           | 한나라당   | 2006~2012 | 입당           |
|           | 새누리당   | 2012~2017 | 당명 변경      |
|           | 자유한국당 | 2017~2020 | 당명 변경      |
|           | 미래통합당 | 2020      | 합당           |
|           | 국민의힘   | 2020~현재 | 당명 변경      |

## 같이 보기
- 대한민국 제20대 국회의원 선거 새누리당 후보 목록#비례대표
- 문경시의 국회의원
- 상주시·문경시
- 상주시의 국회의원